# 1294
1294 (MCCXCIV) fue un año común comenzado en viernes del calendario juliano.

## Acontecimientos
- Celestino V sucede a Nicolás IV como papa.
- Bonifacio VIII sucede a Celestino V como papa.
- Enrique de Castilla "El Senador", hijo de Fernando III de Castilla, es liberado tras veintiséis años de cautiverio en diversas fortalezas de Italia. Tras su liberación, el infante regresó al reino de León y Castilla, donde su sobrino Sancho IV de Castilla, hijo de su hermano Alfonso X de Castilla, le concedió el señorío de Vizcaya.

## Nacimientos
- 11 de diciembre - Carlos IV, rey de Francia.

## Fallecimientos
- 18 de febrero - Kublai Kan, Gran Kan y Emperador de China.
- Roger Bacon, filósofo franciscano